# Nationale wissenschaftlich-technische Großprojekte
Nationale wissenschaftlich-technische Großprojekte (chinesisch 國家科技重大專項 / 国家科技重大专项, Pinyin Guójiā Kējì Zhòngdà Zhuānxiàng) ist ein 2006 aufgelegtes, zunächst bis 2020 befristetes, dann bis 2035 verlängertes Förderprogramm der Volksrepublik China für die Entwicklung und Nutzung von Hochtechnologie. Projekte auf den zehn förderbaren zivilen Gebieten werden vom Ministerium für Wissenschaft und Technologie und der Staatlichen Kommission für Entwicklung und Reform betreut,
Projekte auf den sechs militärischen Gebieten von der Nationalen Behörde für Wissenschaft, Technik und Industrie in der Landesverteidigung und der Abteilung für Waffenentwicklung der Zentralen Militärkommission.
In der zweiten Förderrunde 2021–2035 lautet die offizielle Bezeichnung des Programms Großprojekte des nationalen Programms für die mittel- und langfristige Entwicklung von Wissenschaft und Technologie (国家中长期科技发展规划重大专项).

## Geschichte
Das Förderprogramm basiert auf dem im Februar 2006 vom Staatsrat der Volksrepublik China verabschiedeten „Grundriss eines nationalen Programms für die mittel- und langfristige Entwicklung von Wissenschaft und Technologie (2006–2020)“ (《国家中长期科学技术发展规划纲要（2006–2020年）》),
der unmittelbar darauf, zu Beginn des 11. Fünfjahresplans (2006–2010) umgesetzt wurde. Vom Staatsrat wurden seinerzeit elf Hauptgebiete identifiziert, auf denen Förderung durch vom Finanzministerium bereitgestellte Mittel erfolgen sollte:
- Energie
- Wasser und Bodenschätze
- Umwelt
- Landwirtschaft
- Industrielle Fertigung
- Verkehr
- Internet
- Geburtenkontrolle und Gesundheit
- Stadtentwicklung
- Nahrungsmittelsicherheit und Katastrophenschutz
- Landesverteidigung

Dazu kamen noch folgende Technologiebereiche, die auch schon über das Programm 863 gefördert wurden:
- Biotechnologie
- Informationstechnik
- Materialwissenschaft und Werkstofftechnik
- Digitale Fertigung
- Energietechnik
- Meerestechnik
- Laser
- Luft- und Raumfahrttechnik

Anders als beim Programm 863 wollte der Staatsrat nun auch Grundlagenforschung fördern, nicht nur auf Gebieten wie Mathematik und Chemie, sondern auch zu Dingen wie dem Klimawandel und Möglichkeiten, vor Ort darauf zu reagieren, oder der Entwicklung von Naturkatastrophen in komplexen Systemen, ihre Vorhersage und mögliche Eindämmung. Dieses relativ breit angelegte Fördersprektrum führte zu einer großen Zahl von staatlich finanzierten Projekten, bei denen der konkrete Nutzen nicht immer erkennbar war. Daher wurden die Förderrichtlinien im Dezember 2014 mit der „Tiefgreifenden Reform der aus Mitteln des Finanzministeriums der Zentralregierung geförderten Programme (Großprojekte, Stiftungen etc.) für Wissenschaft und Technologie“ (深化中央财政科技计划（专项、基金等）管理改革) gestrafft. In der Kategorie „Nationale wissenschaftlich-technische Großprojekte“ sollte nur noch eine begrenzte Anzahl von strategisch wichtigen Spitzenprojekten gefördert werden und vor allem eine Abstimmung mit den anderen Förderprogrammen (Programm 863, Nationale Stiftung für Naturwissenschaften etc.) stattfinden, um parallele Forschung zu vermeiden. Die für die einzelnen Programme zuständigen Dienststellen sollten miteinander kommunizieren, beantragte Projekte dem jeweils am besten geeigneten Programm zuweisen und dafür sorgen, dass die einzelnen Forschergruppen über die Ergebnisse ihrer Kollegen informiert wurden und diese in ihre eigene Arbeit einbeziehen konnten.

## Projekte
Es gibt in der gegenwärtigen Auflage des Förderprogramms zehn zivile und sechs militärische Projektbereiche. Kernenergie und Raumfahrt unterstehen in China militärischen Dienststellen, werden aber öffentlich diskutiert. Zwei der militärischen Projektbereiche sind dagegen geheim.

### Elektronische Bauelemente, hochwertige Universalchips und Back-End-Software
- Prozessoren
- Steuersysteme und Softwareplattformen
- Mobile Smart Terminals
- Eingebettete Prozessoren
- Ein-Chip-Systeme
- Webbasierte Software[7][8]

### Anlagen und komplette Verfahren zur Herstellung von integrierten Schaltkreisen in großem Umfang
- Überwindung der Schwierigkeiten bei den Anlagen im Bereich 45–22 nm
- Entwicklung von Verfahren zur Herstellung von komplementären Metall-Oxid-Halbleitern (CMOS) im Bereich 32–22 nm sowie von Spezialverfahren für den Bereich 90–65 nm
- Machbarkeitsstudien für den Bereich 22–14 nm[9][10]

### Breitband-Mobilfunknetze der neuen Generation
- LTE-Advanced
- 5G[11]
- 6G[12]

### Numerisch gesteuerte Werkzeugmaschinen von hoher Qualität
- Entwicklung von 40 Typen von Anlagen für Maschinenbau und Feinmechanik[13]
- Erhöhung der Zuverlässigkeit von numerisch gesteuerten Werkzeugmaschinen auf über 60 %
- Deckung des Bedarfs von Luftfahrt-, Schiffsbau-, Kraftfahrzeug - und Kraftwerksausrüstungsindustrie[14]

### Erschließung von Öl- und Erdgasfeldern und Untertagevergasung
- Suche nach Öl- und Erdgasfeldern
- Produktionssteigerung bei Untertagevergasung
- Entwicklung und Bau von Versorgern für Tiefsee-Ölfelder
- Erhöhung der Wiedergewinnungsrate bei sekundärer Ölgewinnung durch Wasserflutung auf 3 – 5 %
- Erhöhung der Wiedergewinnungsrate bei Offshore-Ölfeldern mit schwerem Rohöl auf 5 %
- Verbesserung der Techniken für Prospektion und Erschließung[15][16]

### Eindämmung und Beseitigung von Wasserverschmutzung
- Entwicklung von Abwasserreinigungstechnologien für die starke Verschmutzung verursachenden Industriebetriebe an den drei Flüssen Huai He, Hai He und Liao He, den drei Seen Tai Hu, Chao Hu und Dian Chi, dem Jangtsekiang und dem Drei-Schluchten-Stausee
- Entwicklung von Technologien zur Behandlung schwer verschmutzter Flüsse und eutropher Seen
- Entwicklung von Technologien zur Eindämmung der Gewässerbelastung durch landwirtschaftliche Nutzflächen
- Entwicklung von Technologien zur Trinkwasseraufbereitung
- Entwicklung von Technologien zur Einschätzung von Umweltrisiken und Fernmesssystemen zur Frühwarnung
- Eliminierung des Vorkommens von Schmutzwasser der Stufe V- (selbst für landwirtschaftliche Zwecke nicht mehr geeignet)[17]

### Züchtung transgener Pflanzen
- Entwicklung von Schlüsseltechnologien wie Klonen, Funktionsprüfung, geregelter Gentransfer und Biosicherheit
- Vollständige Systeme zur Aufzucht und Sicherheitsbewertung transgener Pflanzen
- Erlangung einer Anzahl einsatzreifer und patentierter Funktionsgene
- Züchtung von gegen Pflanzenkrankheiten und Insektenbefall resistenten, resilienten, hochqualitativen und ertragreichen Produkten wie transgene Baumwolle oder transgener Mais[18]

### Entwicklung wichtiger Medikamente
- Impfstoff gegen Hand-Fuß-Mund-Krankheit
- Interferone
- Medikament gegen chronische Hepatitis B
- Medikament gegen Hepatitis C
- Tollwutimpfstoff für den Menschen
- Therapie des Hodgkin-Lymphoms mittels Antikörpern gegen das Membranprotein PD-1
- Medikament gegen Schuppenflechte[19]

### Prophylaxe und Heilung gefährlicher Infektionskrankheiten
- AIDS
- Virushepatitiden
- Tuberkulose[20]

### Kernkraftwerke mit Druckwasserreaktor und Hochtemperaturreaktor
- Bau von 1000 MW Druckwasserreaktoren mit passiven Schutzsystemen vom Typ AP 1000 der Westinghouse Electric Company
- Entwicklung eines heimischen 1400 MW Druckwasserreaktors mit passiven Schutzsystemen (CAP 1400)
- Entwicklung von Schlüsseltechnologien für einen Hochtemperaturreaktor[21]
- Verbesserung der technischen Unterstützung bei der Reaktorsicherheit
- Überwindung von Schwierigkeiten bei der Entsorgung von verbrauchten Brennelementen[22]

### Raumfahrt
Das Bemannte Raumfahrtprogramm der Volksrepublik China und das Mondprogramm der Volksrepublik China wurden ursprünglich über das Programm 863 gefördert. Mit dem Start der Nationalen wissenschaftlich-technischen Großprojekte im Frühjahr 2006 wurden beide Programme in das neue System übernommen.
Außerdem werden in der zweiten Runde des Programms (2021–2035) folgende Projekte gefördert:
- Schwere Trägerrakete Langer Marsch 9
- Raumgleiter
- Marsprogramm der Volksrepublik China[24]
- Asteroidenmission
- Erkundung der äußeren Planeten und der Heliopause[25]

## Kosten
Für die Nationalen wissenschaftlich-technischen Großprojekte werden beträchtliche Gelder aufgewendet. So förderte das Finanzministerium der Zentralregierung im Jahre 2013 in neun zivilen Bereichen (die oben aufgelisteten ersten zehn ohne Öl und Erdgas) 620 Einzelprojekte mit insgesamt 12,85 Milliarden Yuan, die örtlichen Regierungen steuerten 3,36 Milliarden bei. Das heißt, der Staat wendete insgesamt 16,21 Milliarden Yuan auf, dazu kamen noch 13,62 Milliarden Yuan mit denen staatliche oder private Unternehmen geförderte Projekte teilweise mitfinanzierten (ein Yuan entspricht von der Kaufkraft her etwa einem Euro). Im Jahr 2013 waren 55 % aller geförderten Projekte bei Unternehmen angesiedelt, 28 % bei Forschungsinstituten und 17 % an Universitäten. Die regionale Verteilung ist stark unterschiedlich: Im Jahr 2013 waren 83 % aller geförderten Unternehmen und Institutionen in Ostchina angesiedelt, 9 % in Westchina und 8 % in der Zentralebene.
Die Förderung nimmt beständig zu. So wurden 2014 in denselben neun Zivilbereichen 558 Einzelprojekte von der Zentralregierung mit 18,3 Milliarden Yuan gefördert, örtliche Regierungen und Unternehmen selbst steuerten 25,4 Milliarden bei. In jenem Jahr waren 66 % aller Projekte bei Unternehmen angesiedelt, 27 % bei Forschungsinstituten und 7 % bei Universitäten.
Im Zeitraum 2006–2015 wurden vom Finanzministerium der Zentralregierung für zivile und militärische Projekte insgesamt 127,4 Milliarden Yuan aufgewendet, mehr als die Hälfte davon in den zehn zivilen Projektbereichen im Zeitraum 2011–2015, dazu kamen noch 208 Milliarden Yuan von örtlichen Regierungen und Unternehmen. Mit dieser Investition fand durch die an den Projekten beteiligten 240.000 Wissenschaftler und Techniker eine Wertschöpfung von 1,4 Billionen Yuan statt, 11.000 Patente wurden erteilt.
Prinzipiell können sich auch ausländische Firmen oder Institutionen – bei Übernahme eines Teils der Kosten – im Rahmen eines Konsortiums an den zivilen Großprojekten beteiligen, alle eventuell erteilten Patente gehen jedoch an die chinesischen Partner.
So arbeiten zum Beispiel das Helmholtz-Zentrum für Umweltforschung – UFZ, das Technologiezentrum Wasser des Deutschen Vereins des Gas- und Wasserfaches und zahlreiche weitere Institutionen, unterstützt vom Bundesministerium für Bildung und Forschung, seit dem 7. Mai 2015 im Rahmen des Bereichs „Eindämmung und Beseitigung von Wasserverschmutzung“ in den drei Projekten SINOWATER, SIGN und UrbanCatchments an der Verbesserung der Wasserqualität der drei Seen Tai Hu, Chao Hu und Dian Chi sowie des Flusses Liao He mit.

## Zukünftige Projekte
Im Januar 2021 begann die zweite Runde des Förderprogramms. Hierfür sind 16 neue Projektfelder angedacht:
- Flugzeugtriebwerke und Gasturbinen
- Tiefsee-Unterwasserstation[33]
- Quanteninformatik
- Neurowissenschaften
- Nationale Netzwerksicherheit
- Systeme zur Wartung von Tiefraumsonden und Raumflugkörpern in der Erdumlaufbahn
- Saatgut
- Umweltfreundliche und effiziente Nutzung von Kohle
- Intelligente Stromnetze
- Big Data
- Digitale Fertigung und Robotik
- Materialwissenschaft und Werkstofftechnik
- Umweltschutz in der Peking-Tianjin-Hebei-Region
- Gesundheitswesen
- Künstliche Intelligenz

Alle diese Förderfelder sind zunächst bis 2030 begrenzt, können aber bis 2035 verlängert werden. Mit Ausnahme der Künstlichen Intelligenz, die bereits im November 2017 offiziell verabschiedet wurde,
handelt es sich bei der obenstehenden Liste um eine Diskussionsgrundlage. Von März 2019 bis Dezember 2020 lief hierzu ein Bürgerbeteiligungsverfahren. Das Ministerium für Wissenschaft und Technologie lud alle interessierten Bürgerinnen und Bürger dazu ein, hierzu ihre Meinung zu äußern und Verbesserungsvorschläge zu machen.